# В погоне за славой
«В погоне за славой» — советский художественный фильм 1956 года. Дебют режиссёра Рафаила Гольдина. 

## Сюжет
На уральском заводе, выпускающем комбайны, работают два друга — инженеры Пётр Арефьев и Алексей Егорычев. Когда на завод поступает рекламация о дефекте комбайна, начальник конструкторского бюро ставит задачу по внесению изменений в конструкцию. Назначенный старшим группы конструкторов честолюбивый Егорычев разрабатывает проект нового комбайна.
Но оказывается, что этот проект — результат интриг и обмана: идея принадлежит сельскому изобретателю-самоучке, которому Егорычев сказал, что идея инженерно несостоятельна, и присвоил его чертежи, а инженерное решение идеи — внесение изменений в чертежи, выполнены Арефьевым, со студенчества влюблённым в Ирину — жену Егорычева, и ради неё спасающего карьеру друга.

## В ролях
- Геннадий Юдин — Пётр Арефьев, инженер
- Юрий Саранцев — Алексей Егорычев, инженер
- Наталья Каташёва — Ирина, жена Алексея
- Михаил Буйный — Павел Григорьевич Шаповалов, начальник конструкторского бюро
- Константин Максимов — Николай Платонович Олимпиев, сотрудник конструкторского бюро
- Адольф Ильин — Зебрин, сотрудник конструкторского бюро
- Муза Крепкогорская — Зиночка Перепёлкина, сотрудница конструкторского бюро
- Владимир Иванов — Костин, сотрудник конструкторского бюро
- Юрий Васильев — Артём Точилин, сельский изобретатель
- Алексей Глазырин — Василий Константинович, директор завода

## Критика
Фильм снят на Свердловской студии научно-популярных фильмов — эта студия, выпустив в 1940-х годах четыре художественных фильма, затем снимала только документальное кино, и фильмом «В погоне за славой» было возобновлено производство художественных фильмов. Критикой замечено, что это дебютный фильм режиссёра, а оператор Олег Краснов до этого снимал только документальные фильмы, и опорой нового коллектива студии стала молодежь, в большинстве — свердловчане. При этом, для многих свердловских театральных актёров работа в кино стала дебютом, в том числе для уже Заслуженных артистов РСФСР Алексея Глазырина и Адольфа Ильина, а для Народного артиста РСФСР Михаила Буйного роль в фильме — единственная его роль в кино.
Журнал «Искусство кино» дал невысокую оценку работе сценариста и режиссёра:

Надо сказать, однако, что первый фильм свердловчан — посредственный. Объясняется это недостатками сценария Д. Василиу и Л. Рутицкого. Здесь затронуты многие жизненные проблемы, но решены они дидактично и упрощённо. Предпослав фильму эпиграф — «Да, жалок тот, в ком совесть не чиста», — авторы словно боятся, что зрители не поймут его, и назойливо объясняют «что такое хорошо и что такое плохо». Характеры героев обнажаются уже в экспозиции. Они ещё не тронулись в путь, но на каждом из них — маршрутная табличка. Если Егорычева мы часто видим с бутылкой, то атрибутами Арефьева являются чертежи, и нет конца «контрастам». Режиссёр Р. Гольдин послушно следует методу авторов сценария. Так, например, он показывает крупным планом грязные сапоги Арефьева и начищенные до блеска полуботинки Егорычева. Опять — контраст…
Но в то же время критика не касалась игры актёров: в рецензии было отмечено, что актёры — «втиснуты в жёсткие рамки схемы» слабого сценария и режиссуры — сделали всё что могли:

Ю. Саранцеву нелегко найти оттенки в чёрной краске, отпущенной ему для портрета Егорычева. Все же он делает, как говорится, что может, — ищет различные проявления характера своего героя. Вот борется Егорычев со страхом, ожидая разоблачений, и вот пытается он насладиться мнимым своим триумфом, пытается уверовать в свою талантливость… Всюду Ю. Саранцев трактует Егорычева как слабого человека — так понимает он сущность этого характера. Роль Арефьева в исполнении Г. Юдина таит в себе не меньшие трудности. Задача, поставленная сценаристом перед актёром, сводилась к тому, чтобы он постоянно объявлял зрителю: «вот Егорычев здесь так поступил, а Арефьев — наоборот!» Поскольку многие его поступки, как и действия других персонажей, лишены убедительной мотивировки, актёр должен был искать изобразительные средства за пределами сценария.

## Комментарии
1. ↑  фраза из трагедии А. С. Пушкина «Борис Годунов».
2. ↑  «Что такое хорошо и что такое плохо?» - стихотворение Владимира Маяковского для детей.